# Palazzo Portinari-Salviati
Palazzo Portinari-Salviati, già Da Cepparello, è un edificio storico di Firenze, situato in via del Corso 6, angolo via dello Studio dal 2 rosso al 12 rosso. È stato uno dei più importanti palazzi nobiliari cittadini, riccamente decorato da opere d'arte prima dalla famiglia Portinari e poi dai Salviati, per poi essere sede bancaria per quasi 140 anni; dal 2022, dopo un restauro, ospita una struttura ricettiva e alcuni appartamenti privati.
Il palazzo appare nell'elenco redatto nel 1901 dalla Direzione Generale delle Antichità e Belle Arti, quale edificio monumentale da considerare patrimonio artistico nazionale.

## Storia

### Dalle origini al Quattrocento
Qui Folco Portinari, padre di Beatrice, la musa di Dante Alighieri, e fondatore dell'ospedale di Santa Maria Nuova, aveva alcune case che tra il 1470 e il 1480 vennero trasformate in un vero e proprio palazzo dai suoi discendenti, forse ad opera di Michelozzo. Passarono da questo palazzo alcune importanti opere come il Trittico Portinari di Hugo van der Goes o i ritratti di Tommaso e di Maria Portinari di Hans Memling, o ancora il Trittico di Benedetto Portinari dello stesso maestro fiammingo.

### L'epoca dei Salviati

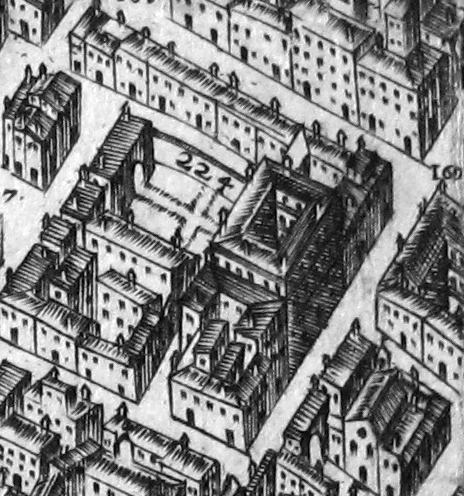
Palazzo Salviati nella pianta del Buonsignori (1584-1594)

Il palazzo fu acquistato nel 1546 da Jacopo Salviati (marito di Lucrezia de' Medici figlia del Magnifico), che provvide ad ingrandirlo a partire dal 1572: probabilmente i lavori terminarono nel 1578, forse sotto la direzione di Bartolomeo Ammannati o di Alessandro Allori.
Tra il 1679 e il 1698 gli stessi Salviati, acquistate altre case e botteghe, prolungarono la facciata verso via dello Studio. Alla proprietà di questa famiglia sono legati alcuni fatti storici rilevanti: qui infatti abitò Maria Salviati, moglie di Giovanni dalle Bande Nere e madre del futuro duca di Firenze e poi granduca Cosimo I. Una leggenda popolare narra che un giorno, poiché Giovanni voleva avere un pronostico sul futuro carattere di suo figlio, se lo fece buttar giù da una finestra del primo piano dalla moglie, mentre lui stava a riceverlo sulle braccia in mezzo alla strada. Suo figlio eseguì il volo senza piangere e Giovanni delle Bande Nere rilevò che questo bambino sarebbe stato un uomo coraggioso.
Vi venne inoltre ospitato, nel 1708, il re Federico IV di Danimarca, sceso in Toscana per incontrare un suo amore giovanile, la lucchese Maria Maddalena Trenta ormai fattasi monaca. I Salviati inoltre qui custodivano opere di grandi artisti nelle loro collezioni, come Donatello, Verrocchio, Cellini, Baccio Bandinelli, Andrea del Sarto, Bronzino e Correggio.

### Le ultime famiglie e il passaggio a uso pubblico
Venduto nel Settecento ai Ricciardi-Serguidi (1768), il palazzo passò per via ereditaria nel 1803 a Pietro Leopoldo di Giannozzo Da Cepparello, quindi venne acquistato dal Comune di Firenze che vi ospitò il Liceo Ginnasio Fiorentino. Per questi anni è l'importante testimonianza di Federico Fantozzi, soprattutto in merito a quanto al tempo si era elaborato attorno agli uomini illustri che vi avevano abitato: "allorché fu ridotto alla presente grandezza sul disegno dell'architetto Bramante Lazzeri, vi restò incorporata la casa ove abitava nel 1576 Simone Ginga da Urbino, architetto al servizio del granduca, e quella di Folco de' Portinari, la di cui figlia Beatrice accese le prime scintille del sacro fuoco di Dante. Cosimo I vi ricevette la prima educazione, ed è fama che il di lui padre lo facesse gettare nelle sue braccia da una finestra, onde presagire da quell'esperimento la futura sorte del figlio (...). In alcune stanze terrene trovossi negli scorsi anni un grandioso laboratorio chimico, ed un privato istituto di Chimica, Fisica, Botanica, Geologia, Mineralogia, Algebra, Geometria e Meccanica, diretto dal prof. Andrea Cozzi il quale per la prima volta vi dette nel 1838 un pubblico esperimento d'illuminazione a gas con un apparecchio da esso semplicizzato e reso meno costoso e più sicuro".
Al tempo di Firenze Capitale (1865-1871) il palazzo fu individuato come sede del Ministero di Grazia e Giustizia e dei Culti e, per renderlo idoneo ad ospitarne gli uffici, fu ampliato su progetto dell'architetto Francesco Mazzei e dell'ingegner Nicola Nasi con un terzo piano dal lato di via dello Studio, per un totale di sedici stanze (lavori conclusi nel luglio 1866).

### Sede bancaria

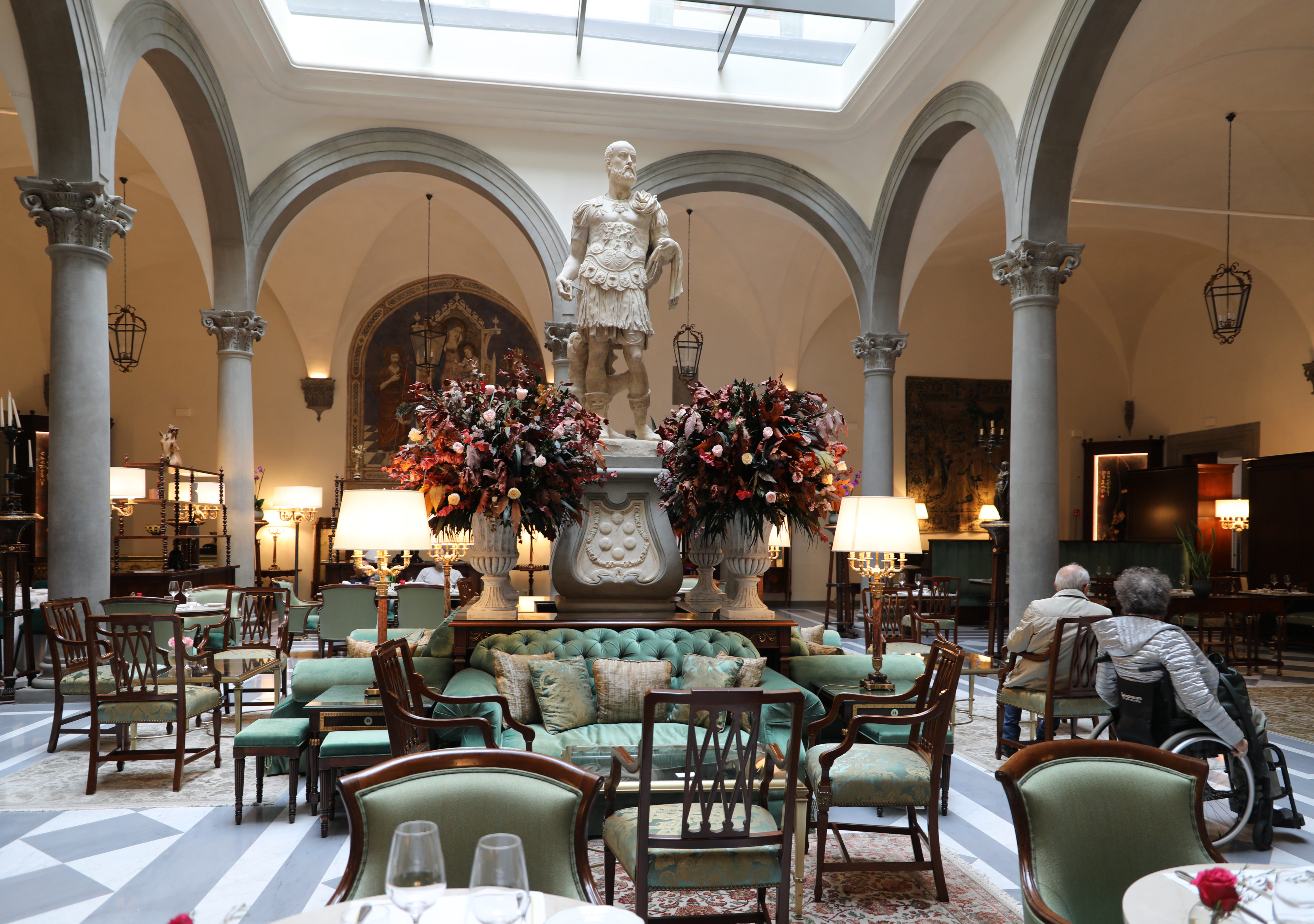
Il cortile principale, al tempo ospitante gli sportelli bancari

Successivamente fu occupato dalla Cassa di Risparmio, dalle Scuole Pie dei padri Scolopi (1881), e quindi venne acquistato dalla Società Anonima Torrigiani (1918) che lo cedette al Credito Toscano nel 1921 come sede degli uffici della direzione generale. Questa lo fece restaurare affidando la direzione dei lavori all'architetto Giuseppe Castellucci (una ampia documentazione fotografica è nella raffinata pubblicazione promossa dallo stesso Credito Toscano nel 1924), provvedendo successivamente ad arredarlo e arricchirlo di pregevoli opere d'arte. A questi interventi è legata anche la realizzazione della copertura a velario del cortile degli Imperatori, dovuta a Francesco Mossmeyer. Nel palazzo furono a lungo conservate le opere d'arte facenti parte della collezione dell'istituto bancario, oggi confluite nelle raccolte senesi del Monte dei Paschi.
Un ulteriore restauro (con ristrutturazione di vari spazi interni e realizzazione di nuovi arredi) fu attuato negli anni 1959-1960 su progetto di Giuseppe Giorgio Gori in collaborazione con Emilio Brizzi. Passato alla Banca Toscana, nel 2008 fu da questa venduta alla Beatrice Srl (società interamente detenuta dalla Sansedoni Spa controllata dalla Fondazione Monte dei Paschi di Siena).

### Sede alberghiera e residenziale
Dopo un ulteriore restauro, ha riaperto nel 2022 con destinazione d'uso residenziale e commerciale.

## Descrizione
Sul fronte, che si presenta grandioso per estensione ma non particolarmente caratterizzato per il disegno, è una lapide datata 1830 che ricorda il passaggio dei Padri Scolopi (quando questi furono estromessi dall'ex-convento dei Gesuiti in via de' Martelli), e un'altra, sormontata da uno scudo con l'arme dei Portinari (alla porta chiusa, posta su due scalini e sostenuta da due leoni), che rievoca tramite i versi danteschi la figura di Beatrice Portinari.
Il cortile principale, oggi coperto, presenta ampi loggiati su quattro lati e al centro una statua di Cosimo I de' Medici rielaborata a partire da un torso loricato romano, oltre a un affresco staccato del tardogotico con Madonna col Bambino ed i santi Giovanni Battista e Zanobi, forse riferibile al primo decennio del Quattrocento, ma di attribuzione problematica a causa di pesanti danni reintegrati con restauri successivi.
Oltre alle molte opere d'arte mobili conservati negli interni, si segnala la presenza del piccolo cortile degli Imperatori, a portico su due lati con colonne trabeate, già ornato di busti di imperatori del Giambologna, pavimento a mosaico di ciottoli di fiume e con volte affrescate a figure e a grottesche e con un ciclo di Storie dell'Odissea di Alessandro Allori (1580). In una stanza vicina si trovano anche due Storie dell'Iliade (dello stesso autore, inglobate in una decorazione settecentesca) e in un'altra le Fatiche di Ercole in una complessa decorazione a grottesche, pure opera dell'Allori e della sua bottega. Nella cappella del palazzo, dedicata a Santa Maria Maddalena, altri affreschi dell'Allori e la tavola raffigurante Gesù fra Maria e Marta, opera vincolata dalla soprintendenza in questa sede.
Tra gli ambienti del piano nobile spicca la galleria con gli Dei dell'Olimpo di Tommaso Gherardini (1783), commissionata da Niccolò Maria Ricciardi Serguidi, nella quale sono stati riscoperti anche i monocromi alle pareti solo durante l'ultimo restauro del 2017-2022.

## Opere già a palazzo Salviati
- Donatello, Consegna delle chiavi, oggi nel Victoria and Albert Museum di Londra